# グランド・プレーリー (アルバータ州)
グランド・プレーリー（英: Grande Prairie）は、カナダのアルバータ州北西部の市。「ピースリバー・カントリー」（Peace River Country）と呼ばれる地域の南半分にある。アルバータ州道43号線とアルバータ州道40号線（ビッグホーン・ハイウェイ）の交差点にあり、エドモントンから北西に約456kmの位置にある。人口はアルバータ州で7番目に多く、2001年から急成長を遂げている。人口5万人以上の都市ではカナダで最も北にある。

## 歴史
グランド・プレーリーの地域は、かつてその広大な草原を渡るバッファローにちなんでバッファロー平原として知られていた。この地域を「ラ・グランド・プレーリー（La Grande Prairie）」と初めて呼んだのは、カトリック司祭のエミール・グルアールだった。18世紀には、デイン・ザア族（ビーバー族）がこの草原に住んでおり、19世紀初頭にはダンベガンで北西会社と交易を始めた。この草原に関する最も古い記録は、ハドソン湾会社の交易者サミュエル・ブラックが1824年に残したものである。
1880年、ハドソン湾会社（1821年に北西会社と合併）が独立した交易者と繰り広げた毛皮貿易戦争の中で、ジョージ・ケネディによってラ・グランド・プレーリーというハドソン湾会社の前哨基地が設立された。この基地はダンベガンの南、現在のグランドプレーリーの北西、ラグレース湖の南東、現在のセックスミス町の西に位置していた。1896年に建てられたこの建物は、現在グランド・プレーリー博物館の近くに移設されている。
19世紀後半、ジャスパーやラック・サン・タンヌ周辺からクリー族やイロコイ族がこの草原に定住した。1916年には、エドモントンからエドモントン・ダンベガン・ブリティッシュコロンビア鉄道が通じ、終着点となった。
1911年にエドソンからグランド・プレーリーへのエドソン・トレイルが開通し、入植者がこの地域に到達する手段となった。1916年に鉄道が到着すると、農地が急速に拡大し、入植者の波がこの地域に押し寄せた。
鉄道の到着と地域への入植の増加により、グランド・プレーリーの人口は1,000人を超え、ダストボウル時代の1930年代にはピース地域はカナダ南部のプレーリーで深刻な干ばつを逃れたため、入植がさらに続いた。
第二次世界大戦中、アメリカ軍とカナダ軍はグランド・プレーリーを北西中継ルートの一部としてし、アラスカ・ハイウェイの建設を実施した。ドーソン・クリークがアラスカ・ハイウェイ建設の主要な起点として選ばれたが、グランド・プレーリーは戦時中の軍用機の主要な中継地でもあり、経済的に大きな恩恵を受けた。
グランド・プレーリーはピースカントリーの南端に位置しているが、1950年代後半まではピース・リバーやドーソン・クリークと商業および農業の中心地としての地位を競っていた。その後、1956年にアルバータ州道43号線（元々はブリティッシュコロンビア州境からエドモントン西のイエローヘッド・ハイウェイまでの2号線、34号線、および43号線の一部）が舗装され、道路による移動時間が大幅に短縮され、グランド・プレーリーのアクセス性と経済的地位が向上した。その結果、1958年に町から市へと昇格した際の人口は約7,600人だった。
1972年にプロクター・アンド・ギャンブルのパルプ工場が開業し、エルムワース深層ガス田の発見により経済の急成長が起こった。グランド・プレーリーの人口は1970年代初頭の12,000人から1981年の油田発見による経済成長が終わるまでに24,000人以上に増加した。
2001年から2006年の5年間で、グランド・プレーリーはカナダで最も成長の早い都市の一つとなり、人口は37,000人から47,000人に増加した。2006年以降、再び不況となり人口は若干減少したが、その後ゆっくりと増加し2018年には69,000人を超えた。

## 文化
- リール・ショートフィルム・フェスティバル（Reel Shorts Film Festival）：2007年より開催されているショートフィルムの国際映画祭[10][11]。
- フィリップ・J・カリー恐竜博物館（Philip J. Currie Dinosaur Museum）：古生物学者で学芸員のフィリップ・J・カリーの名が付けられた恐竜・古生物学の博物館。
- 1995年にはカナダ・ゲームズ（カナダ全国スポーツ競技大会）冬季大会の開催地となった。

## 交通
- グランド・プレーリー空港

## 著名な出身者
- エリック・トンプソン（ビクター）：プロレスラー